# المكتبة المفتوحة
المكتبة المفتوحة (بالإنجليزية: Open Library) مشروع على الإنترنت، يضم مكتبة عامة تحتوي على عدد من الكتب الإلكترونية، وهي مفتوحة المصدر، وهو مشروع قابل للتعديل، حيث يمكن لأي شخص المشاركة. ويتضمن الموقع فهارس مكتبية من مكتبات عديدة.
يهدف المشروع إلى جعل الموقع يضم جميع الكتب وشعاره (بالإنجليزية: one web page for every book ever published) وتعني «صفحة ويب واحدة لكل كتاب قد نُشِر». قام بعمل الموقع كل من آرون سوارتز، وبروستر كال، وآخرون، والمكتبة المفتوحة هي مشروع غير ربحي في أرشيف الإنترنت، وقد تم تمويل المشروع جزئياً من خلال منحة مقدمة من مكتبة ولاية كاليفورنيا ومؤسسة كال أوستن.

## وصلات خارجية
- الموقع الرسمي